# حركة كينمو الإصلاحية
حركة كينمو الإصلاحية هو اسم أٌطلق على الثلاث سنوات بين فترة كاماكورا وفترة موروماتشي وعلى الأحداث السياسية التي وقعت خلالها، كان الإصلاح محاولة جاهدة بذلها الإمبراطور غو-دايغو لإعادة السلطة للقصرالإمبراطوري مستردًا بهذا الحكم المدني بعد قرابة قرنٍ ونصف من الحكم العسكري إلا أن محاولة الاستراداد آلت إلى الفشل واستبدلت بشوغونية أشيكاغا (1336- 1575)، وكانت هذه آخر مرة يحوز الإمبراطور فيها على أي سلطة حتى عصر ميجي عام 1868م، إن الأخطاء السياسية الخطيرة العديدة التي ارتكبها القصر الإمبراطوري خلال فترة الثلاث سنوات هذه أدت لعواقب مهمة خلال العقود التالية وانتهت بزيادة قوة سلالة أشيكاغا.

## خلفية
منذ أن حاز ميناموتو نو يوريموتو على لقب الإمبراطور عام 1192م  بقي هذا الدور حصرًا على عشيرتي ميناموتو وهوجواللتان حكمتا من كاماكورا.
لأسبابَ عديدة قررت شوغونية كاماكورا أن تسمح لسلالتين إمبراطوريتين متنافستين – تعرفان بالبلاط الجنوبي أو السلالة الصغرى والبلاط الشمالي أو السلالة الكبرى - بالتناوب على العرش ونجحت هذه الطريقة لعدة ملوك حتى تولى الحكم فرد من البلاط الجنوبي عُرف بالإمبراطور غو-دايغو.
أراد غو-دايغو الإطاحة بالشوغونية فعارض شوغونية كاماكورا علنًا بجعل ابنه خليفةً له لذا نُفي عام 1331م إلا أن قوات وفية له ومنهم كُنسُنوكي ماساهيغي ثارت وأتت لدعمه، وكان ممن ساعدهم الشوغون المستقبلي أشيكاغا تاكاؤجي وهو ساموراي انقلب ضد كاماكورا حينما بعثوا قواتٍ لتطيح بثورة غو-دايغو.
أثناء ذلك الوقت تقريبًا هاجم نيتّا يوشيسادا – وهو قائد شرقي آخر – عاصمة الشوغونية فحاولت الشوغونية التصدي له ودارت بينهم عدة معارك على طرق كاماكورا؛ منها معركتي كوميغاوا وكوتِساشي (كلا المعركتان وقعتا بالقرب من توكوروزاوا والتي تقع في محافظة سايتاما) وكذلك معركة بُبايغاورا – التي وقعت في مدينة فُنتشو – حتى اقتربوا منها ووصلوا لها ثم احتلوها بعد حصار، بقيت كاماكورا عاصمة منطقة كانتو السياسية لقرن بعدها إلا أن سيادتها كانت قد انتهت

## أهداف الحركة الإصلاحية
حينما تولى الإمبراطور غو- دايغو الحكم سنة 1318 أبدى مباشرة نيته في أن يحكم دون تدخل كاماكورا العسكري، أظهرت مستندات تاريخية -بإغفال الأدلة التي تثبت عكس هذا - أنه ومستشاروه اعتقدوا أن إحياء القصر الإمبراطوري كان ممكنًا وأن شوغونية كاماكورا كان أكبر عائقٍ وأبرزه.
من المشاكل الأخرى التي تطلبت حلًا كانت مشكلة ملكية الأراضي المتمثلة بالقصور وأراضيها، إذ كان ملاك الأرض الكبار شوغو (حاكم) و جيتو (مالك القصر) مستقلين سياسيًا ومعفيين من الضرائب مستغلين سلطة الحكومة ومتسببين بفقرها.
ناقشَ كيتاباتاكِ تشيكافوسا – كبير مستشاري دايغو المستقبلي – الوضع خلال عمله على الخلافة واعترف بأن أحدًا لم ينوِ إلغاء هذه الامتيازات لذا كان حل هذه المشكلة ضعيفًا منذ البداية، ولم يتضح بما كان يخطط لاستبدال الشوغو والجيتو لكنه بالتأكيد لم ينوِ مشاركة القوة مع طبقة الساموراي، ومهما تكن أهمية هذه المشكلة لم يبذل دايغو ومستشاروه جهودًا حقيقية لحلها إذ أن من غلب الشوغونية لأجله كانوا ساموراي من قصور المحافظة الغربية وأي جهد لتنظيم القصور كان ليستجلب استياء حلفاء مهمين.

## فشل سياسات غو-دايغو

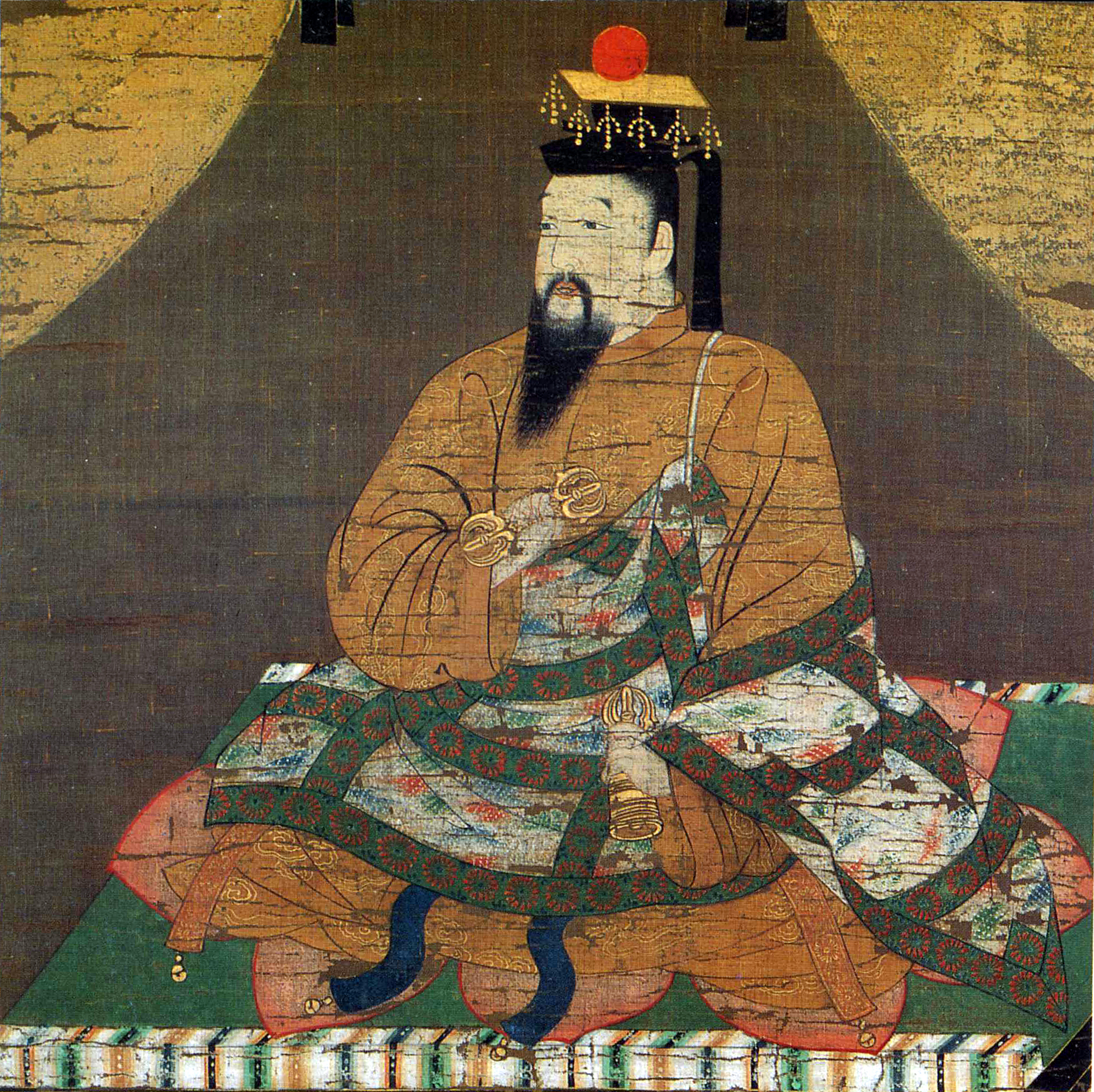
الإمبراطور غو-دايغو

استعاد الإمبراطور ملكية بعض القصور التي فقدتها عائلته وكافئ بها معابدًا بوذية كـ تو-جي و دايتوكُ-جي آملًا أن يحظى بدعمهم لكنه فشل في حماية حقوق العمال والسكان الذين باتو يشتكون إلى الدير.
كما لم يفهم أهمية الطبقة المحاربة إذ لم يكافئ داعميه من الساموراي الصغار وكان بإمكانه مكافئتهم بالأراضي التي صادرها من هوجو غير أنه اختار المحاباة.
هذه الأخطاء هي مفاتيح مهمة لفهم ما حصل في العقود التالية، بعد أن كافئ المنشآت الدينية تجهز لتقسيم أراضي هوجو فقدم الساموراي بأعداد كبيرة ليطالبوا بنصيبهم، أُعطيت أكبر الغنائم لساموراي منهم نيتّا يوشيسادا – الرجل الذي هزم شوغونية كاماكورا- وأشيكاغا تاكاؤجي وبفعلته هذه فشل في إعادة الحكم المدني، إلا أن أكبر أخطائه هو فشله في مكافئة المحاربين الصغار بما يستحقونه، والمحاكم التي أقيمت لهذا لم تكن فعالة وتنقصها الخبرة والفساد فيها منتشر.
ازداد غضب الساموراي حينما رغب غو- دايغو ببناء قصر لنفسه إلا أنه لم يملك المال فزاد الضرائب على طبقة الساموراي، اجتاحت البلاد موجة عداء تجاه النبلاء وباتت تزداد قوة مع مرور الوقت.
وتذكر التايهِيكي أنه وبرغم أن تاكاؤجي ويوشيسادا قد كوفئا بسخاء إلا أن منصبي الشوغو والجيتو وأكثر من خمسين محافظة فد أعطيت للنبلاء وبيروقراطيو البلاط متجاهلين المحاربين، وعند نهاية سنة 1335م خسر الإمبراطور والنبلاء دعم الطبقة المحاربة

## بروز إخوة أشيكاغا

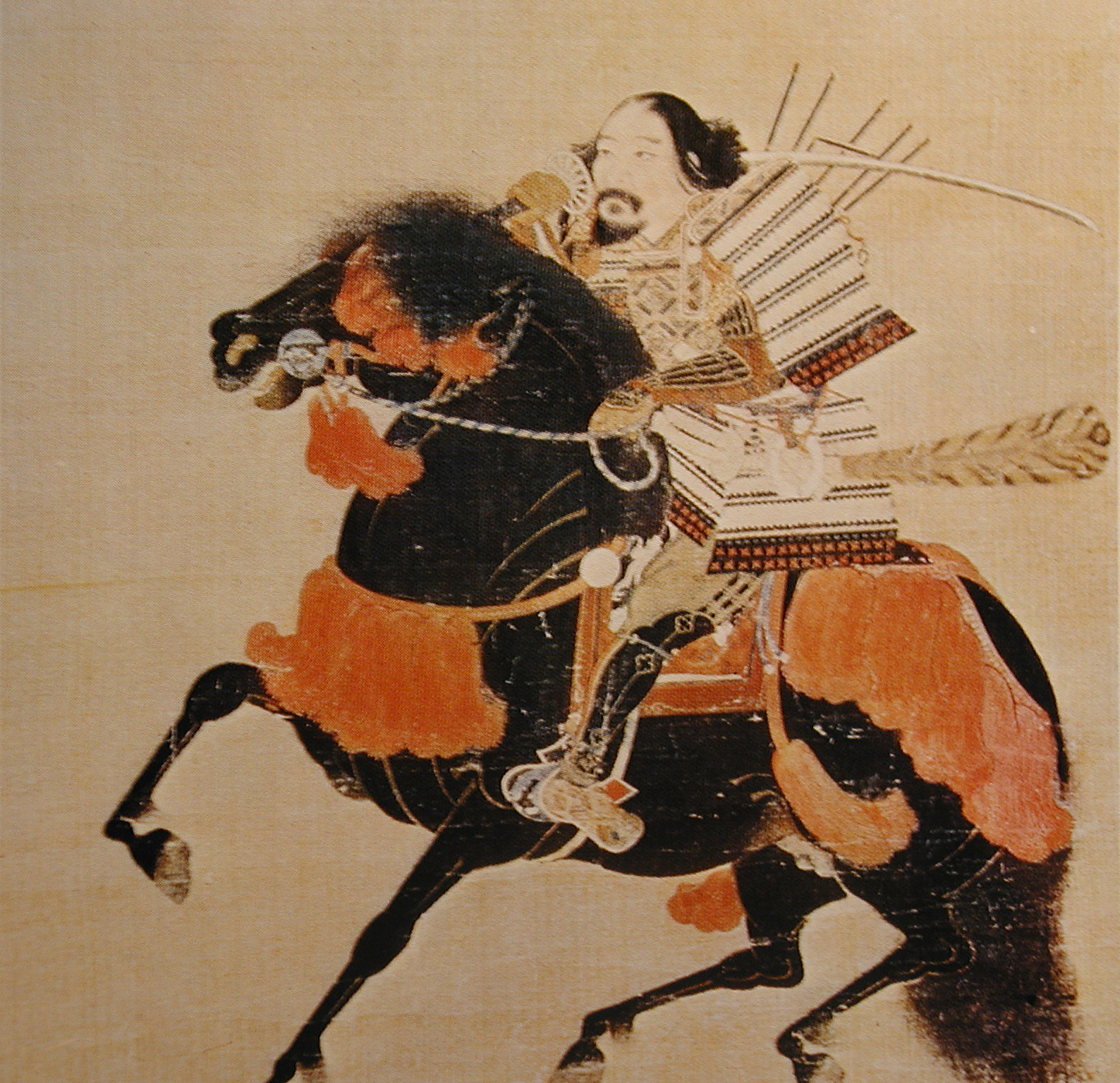
رسمة لأشيكاغا تاكاؤجي حاملًا رسالة ابنه يوشيأكيرا

أراد غو- دايغو أن يقيم حكمه في كاماكورا وشرق البلاد بدون أن يرسل إليها شوغون بما أن الوضع ما يزال غير مستقر ، وكتعويض أرسل الأمير نورناغا – ابنه ذو الستة أعوام- لمحافظة مُتسُ (وهي الجزء الشرقي من منطقة توهوكُ الحالية وتمتد من محافظة فُوكوشيما في الجنوب إلى محافظة آوموري في الشمال) ورقاه إلى جنرال حاكم لمحافظتي مُتسُ ودِوا، وكرد صريح على فعلته اصطحب شقيق أشيكاغا تاكاؤجي الأصغر ابنًا له يبلغ من العمر إحدى عشر عامًا دون أمرٍ من الإمبراطور ونصبه حاكمًا صوريًا على محافظة كوزُكِ بينما حكم هو متسترًا بمنصب نائب الحاكم، تعيين محارب في منصب مهم كان رسالة للإمبراطور بأن طبقة الساموراي لم تكُ مستعدة لحكم مدني خالص.
لاحقًا عُين ابن غو-دايغو الثالث الأمير موريناغا سيي تايشوغون (وشوغون هو اختصار للاسم) برفقة أخيه نوريناغا، أثارت هذه الفعلة عداء أشيكاغا تاكاؤجي وهو الذي كان يؤمن أن حق الحكم يعود للطبقة العسكرية وأنه لم يحتل الأرض إنما أدى ما عليه كسليل عشيرة ميناموتو واستعاد قوتها.
حينما دُمرت حامية هوجو في روكُهارا عام 133 نصب على الفور مكتبه (بُغيوشو) الذي حفظ النظام في المدينة وقام بعمل الحامية الأصلية، وامتد نفوذه جتى بات يتحكم بالسفر في الطرق العامة ويصدر الجوازات ويمارس حقوقًا كانت لنواب الشوغونية سابقًا.
اعتقد تاكاؤجي أن قوة الساموراي السياسية يجب أن تستمر، وبتعيينه نفسه ممثلًا للجيش صار مجمعًا لاستياء المحاربين الذين عدوه الشخص الذي سيعيد مجد الشوغونية لذا في أعينيهم فاقت قوته أي ساموراي آخر حتى نيتّا يوشيسادا، العائق الوحيد في طريق الشوغونية كان الأمير موريناغا.

## الأمير موريناغا

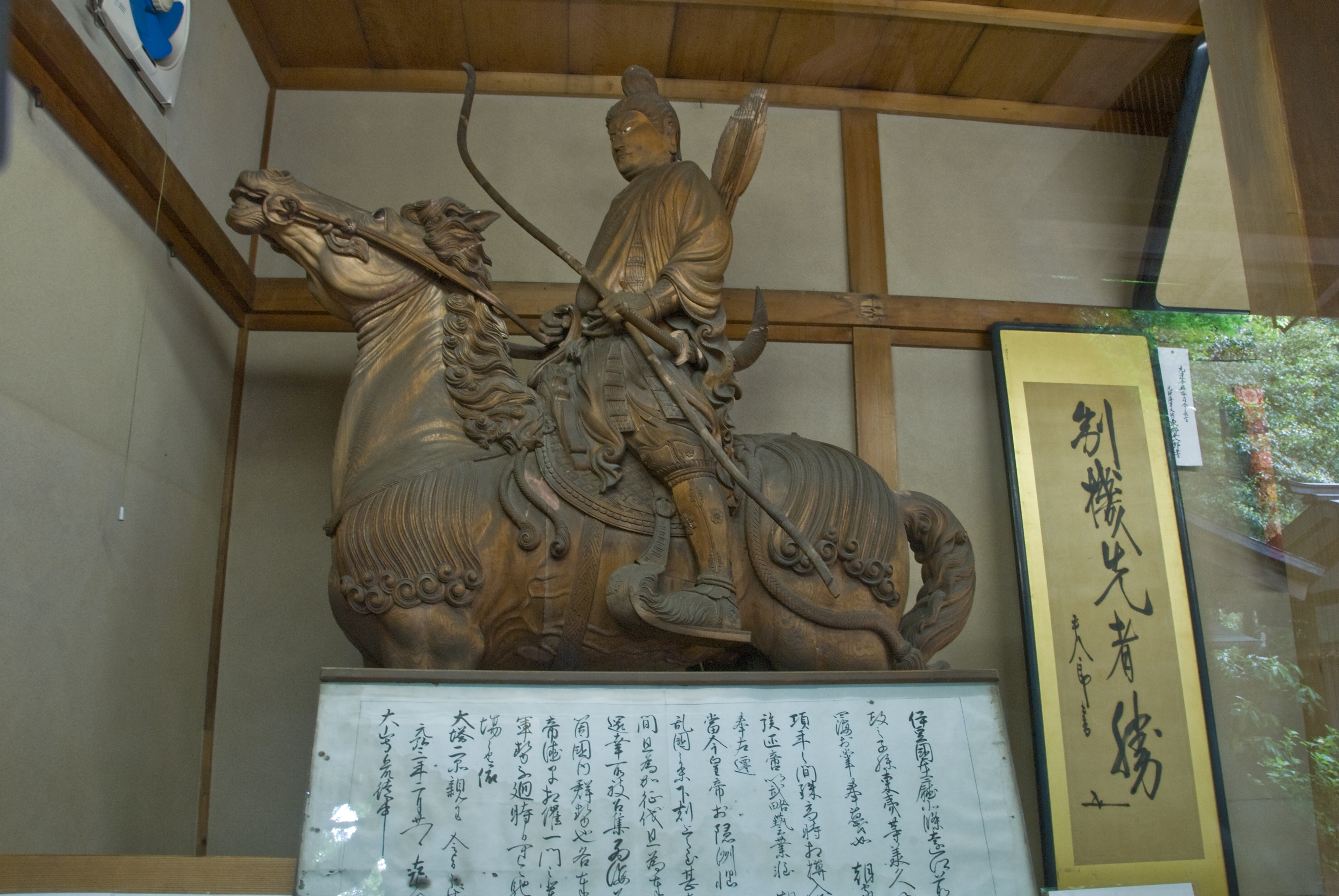
تمثال للأمير موريناغا في معبد كاماكورا في كاماكورا

إن الأمير موريناغا بتأثيره وإخلاصه للحكومة المدنية كان العدو الطبيعي لتاكاؤجي وكذا كانوا داعميه ومنهم نيتّا يوشيسادا الذي أهانه تاكاؤجي.
ازداد التوتر بين الإمبراطور والأشيكاغا باطراد حتى اعتقل تاكاؤجي موريناغا ملفقة له تهمة حابسًا إياه في كيوتو أولًا ثم نقله بعدها لكاماكورا حيث بقي هناك سجيًا حتى نهاية أغسطس عام 1335م ، وظل الوضع متوترًا في كاماكورا مع تخطيط مناصري هوجو لثورات متقطعة هنا وهناك، في السنة ذاتها حاول هوجو توكييوكي ابن آخر وصي للعرش تاكاتوكي- استرداد الشوغونية بالقوة وهزم تادايوشي في موساشي التي تقع اليوم في محافظة كاناغاوا، اضطر تادايوشي للهرب وقبل أن يفعل أمر بقطع رأس الأمير موريناغا، ووقعت كاماكورا مؤقتًا بين يدي توكيوكي.
حينما سمع تاكاؤجي الأخبار طلب من الإمبراطور أن يعينه سيي تاي- شوغون ليقمع الثورة ويعاون أخاه، وعندما رُفض طلبه جهز تاكاؤجي قواته وعاد لكاماكورا دون إذن الإمبراطور ليهزم الهوجو ويتمركز في حي نيكايدو بكاماكورا، عندما دُعي للعودة لكيوتو أبلغهم من خلال أخيه تادايوشي أنه يشعر بالأمان حيث هو، ثم بدأ ببناء قصر له في آوكورا حيث كان يقيم أول شوغون لكامكاورا ميناموتو نو يوريتومو

## الحرب الأهلية
علمت كيوتو أن تاكاؤجي حاز قوى كبيرة دون إذنٍ إمبراطوري فقد رقى عضوًا من عشيرة أويسوغي لمنصب شرطي على كوزُكِ، المحافظة التي نشأ فيها نيتّا يوشيسادا.
بنهاية عام 1335م استعد عدة ألاف رجل من رجال الإمبراطور الذهاب لكاماكورا في حين أن جيشًا عظيمًا يقوده كو نو موروياسو كان متجهًا هناك ليساعد في صد الهجوم، في السابع عشر من نوفمبر عام 1335م أرسل تادايوشي رسالة باسم أخيه طالبًا من كل الساموراي الانضمام لأشيكاغا لتدمير نيتّا يوشيسادا فيما قام البلاط بالأمر المعاكس آمرًا الساموراي من كل المحافظات أن ينضموا ليوشيسادا لتدمير الأخوين من الاشيكاغا.
بدأت الحرب ومعظم الساموراي مقتنعون بأن تاكاؤجي هو الرجل الذي يحتاجون لرفع الظلم عنهم وكذلك كان معظم الفلاحين مقتنعين بأنهم كانوا أفضل حالًا تحت حكم الشوغونية ولهذا نجحت حملة أشيكاغا نجاحًا باهرًا وسارعت أعدادًا هائلة من الساموراي بالانضمام للأخوين.
في 23 من فبراير السنة التالية خسر نيتّا يوشيسادا والإمبراطور وسقطت كيوتوـ وفي 25 من فبراير عام 1336م دخل أشيكاغا تاكاؤجي العاصمة وانتهت حركة كينمو الإصلاحية

## خصائص تقويم العصر الغريبة
عصر كينمو يعد حالة شاذة لكونه أطلق على فترتين مختلفتين، ولأن أسماء العصور اليابانية تتغير بتغير الإمبراطور وكذلك لأن القصر الإمبراطوري انقسم لاثنين بعد عام 1336م حسب كل الطرفين عصر كينمو بطريقتين مختلفتين.
كينمو هو العصر الذي تلى عصر غِنكو، وفقًا لحساب البلاط الشمالي فإنه امتد من 1334م وحتى 1336قبل بدء عصر إنغِن، وفي الوقت ذاته يقال أنه كان من 1334 حتى 1338 قبل عصر رياكو وفق حساب البلاط الشمالي، ولأن البلاط الجنوبي – الخاسر- كان يعد شرعيًا اعتمد المؤرخون حسابهم للتاريخ.